# Desa Penambangan (administrativ by i Indonesien, lat -7,41, long 112,53)
Desa Penambangan är en administrativ by i Indonesien.   Den ligger i provinsen Jawa Timur, i den västra delen av landet, 600 km öster om huvudstaden Jakarta.